# José Manuel Puig Casauranc
José Manuel Puig Casauranc (Laguna del Carmen, Campeche; 31 de enero de 1888-La Habana, 9 de mayo de 1939) fue un médico, escritor, periodista, académico, diplomático, abogado y político mexicano. Ocupó diversos cargos políticos y diplomáticos durante el México posrevolucionario. Fue corresponsal en la Academia Mexicana de la Lengua.  
Se desempeñó como el primer jefe del Departamento del Distrito Federal en dos ocasiones (en 1929 y 1930) durante las presidencias de Emilio Portes Gil y Pascual Ortiz Rubio, como secretario de Educación Pública en dos ocasiones (de 1924 a 1928 y de 1930 a 1931) durante las presidencias de Plutarco Elías Calles y Ortiz Rubio y como secretario de Relaciones Exteriores (de 1933 a 1934) durante la presidencia de Abelardo L. Rodríguez. 

## Biografía
Hizo sus estudios básicos en el estado de Veracruz y en 1911 se recibió como médico egresado de la Escuela de Medicina en la Ciudad de México, ese mismo año fue elegido diputado al congreso, donde fue partidario maderista, por lo que no reconoció el gobierno de Victoriano Huerta, lo que le valió ser arrestado. Permanece exiliado en Estados Unidos durante parte de la Revolución, hasta que vuelve a ocupar una diputación en 1922, para entonces ya esta claramente identificado con el grupo político de sonorenses que lideran Álvaro Obregón y Plutarco Elías Calles, dirigiendo la campaña presidencial de este último a partir de 1923, al año siguiente es electo senador por Campeche, sin embargo Calles lo designa como titular de la Secretaría de Educación Pública. Durante el gobierno de Emilio Portes Gil, se desempeñó como Jefe del Departamento del Distrito Federal. El presidente Pascual Ortiz Rubio lo nombró secretario de Educación para un segundo periodo. Más tarde, el presidente Abelardo L. Rodríguez lo nombró secretario de Relaciones Exteriores.
En 1934 rechazó dirigir la campaña de Lázaro Cárdenas a la presidencia, así como las ofertas que el mismo Cárdenas le hizo de ocupar secretarías de estado, previendo el próximo rompimiento de este con Calles, en cambio fue designado Embajador de México en Argentina y posteriormente en Brasil. A su vuelta al país se retiró de la política y se dedicó a ejercer la medicina, y a escribir en periódicos como El Imparcial y El Universal. Fue miembro correspondiente de la Academia Mexicana de la Lengua.

## Obras publicadas
- De la vida (Cuentos crueles) 1922
- Páginas viejas con ideas actuales 1925
- De otros días 1926
- De nuestro México, cosas actuales y aspectos políticos 1926
- La hermana impura 1927
- Juárez, una interpretación humana 1928
- La cosecha y la siembra 1928
- La cuestión religiosa en relación con la educación primaria en México 1928
- Su venganza 1930
- Mirando la vida 1933
- Una política social económica de preparación socialista 1933
- El sentido social del proceso histórico de México 1935
- Los errores de Satanás 1937
- Galatea rebelde a varios Pigmaliones 1938
- Los Juan López Sánchez López y López Sánchez de López